# Pireneusi tölgy

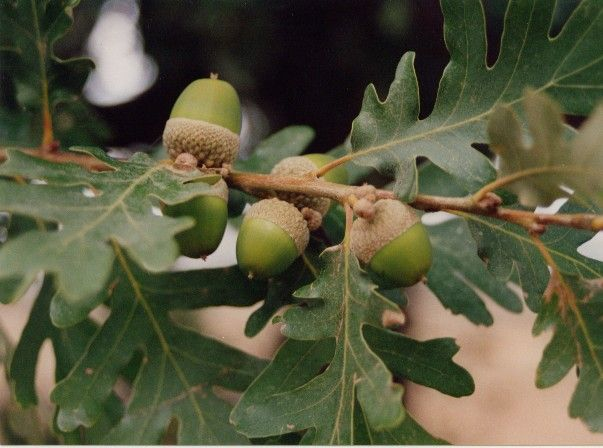
Leveles ága makkokkal

A pireneusi tölgy (Quercus pyreneica, Quercus pyrenaica) a bükkfavirágúak (Fagales) rendjébe, ezen belül a bükkfafélék (Fagaceae) családjába tartozó fa.

## Előfordulása, élőhelye
Délnyugat-Európából származik, de Belgiumban is meghonosodott.

## Jellemzése
Mintegy 15 m magasra növő, nyitott koronájú vagy nagyobb cserje. Töve erősen sarjad, világosszürke kérge pikkelylemezesen hámlik. Sárgás árnyalatú ágai filcesek.
Változatos alakú és méretű (8–23 cm-es) levelei mélyen karéjosak, szeldeltek. Felső oldaluk sötét- vagy szürkészöld, kezdetben pihés. A fonákuk sárgás és filcszerűen pelyhes. Az 5–20 mm hosszú levélnyél filces.
Rövid nyélen ülő, 1,5–3 cm hosszú, tojás alakú makkjai 2–4-esével, 1–3 cm hosszú szárakon ülnek. A kupacs a makk harmadát–felét borítja be; pikkelyei általában lazán állnak.

## Életmódja
A Sierra Nevadában kiterjedt erdőségeket alkot; itt 20–30 m magasra is megnő. Mérsékelten mediterrán éghajlaton a pszeudomacchia egyik meghatározó fajává válik. Makkjai egy év alatt beérnek.

## Felhasználása
Főleg Nyugat-Európában a parkok, kertek dísze.